# Заздрісні сестри та їхня молодша сестра
«Заздрісні сестри та їхня молодша сестра» (фр. Histoire des deux sœurs jalouses de leur cadette) — казка, зібрана французьким сходознавцем Антуаном Галланом і опублікована в його перекладі «Тисячі й однієї ночі», компіляції арабських і перських казок.
Казка пов'язана з мотивом оббріханої дружини та у міжнародному індексі Аарне-Томпсона-Утера класифікована як тип АТУ 707, «Троє золотих дітей».

## Сюжет
Давним-давно правитель Персії Хосров-Шах переодягнувся, щоб змішатися зі своїм народом і почути його думки. Одного разу вночі він підходить до будинку, де розмовляють три сестри: старша каже, що хоче вийти заміж за султанського пекаря, щоб їсти найкращий хліб; середня хоче вийти заміж за султанського кухаря, щоб куштувати найсмачніші страви. Третя ж сестра заявляє, що хоче вийти заміж за самого шаха, і обіцяє народити йому дитину з волоссям із золота і срібла, їхні сльози стануть перлинами, а коли вони посміхатимуться, з'являтимуться бутони троянд.
Шах наказує візирові привести дівчат до нього наступного ранку, щоб він міг виконати їхні бажання: двох старших сестер він видає заміж за пекаря та кухаря, а третю сестру бере собі у дружини. Зневірені своїм низьким шлюбом, дві сестри нової королеви змовляються, щоб принизити її і втратити прихильність короля. Як тільки народжується перша королівська дитина (хлопчик), заздрісні тітки забирають хлопчика, кладуть його в колиску і кидають у струмок, що протікає повз палац. На його місце кладуть цуценя, щоб обдурити султана. Колиску виносить струмком на околицю царського палацу, де його знаходять високопоставлений чиновник (наглядач садів) і садівник. Служка забирає хлопчика до своєї дружини, щоб виховати його як рідного.
Минає ще дев'ять місяців, і султанка народжує другого принца. Її заздрісні сестри підміняють хлопчика на друге цуценя і кидають його в кошику в струмок. Однак маленького принца рятує королівський садівник і виховує його. Наступного року султанка народжує дівчинку, і вона також стає об'єктом підступу заздрісних тіток: маленьку принцесу кидають у кошику в струмок, але її теж рятує наглядач садів. Розлючений брехливими обіцянками дружини, султан наказує вигнати її з палацу і замкнути в скрині або маленькій хатині перед мечеттю, а кожному, хто зайде до мечеті, — плювати їй в обличчя.
Тим часом наглядач садів виховує королівських братів і сестер як власних дітей. В одній із версій історії братів звуть Бахман і Парвіз (Первіз), а сестру — Парізаде. В іншій версії вони називаються Фарід, Фаруз і Фарізаде. Їхній прийомний батько купує для них палац за містом і переїжджає туди з родиною. Після його смерті троє братів і сестер успадковують цей будинок. Одного дня, коли брати пішли на полювання, Парізаде залишається вдома, і до неї приходить стара мусульманка. Вона пригощає гостю їжею і розпитує про її мандри. Стара жінка відповідає, що палацовий будинок Парізаде справді прекрасний, і їхній сад не менш розкішний, але в ньому не вистачає трьох предметів: Балакучого Птаха, який приваблює інших птахів своїм голосом; Співочого дерева, листя якого видає пісні; і Золотої води, яка може наповнити таз і ніколи не вичерпується і не переливається через край.
Стара мусульманка вказує напрямок легендарних скарбів: їх можна знайти в одному місці, якщо йти в напрямку Індії. Стара жінка йде, а Парізаде розповідає братам про скарби і переконує їх, що їхній дім потребує всіх трьох. Бахман, старший брат, пропонує роздобути три скарби і дає Парізаде ножа: якщо через деякий час ніж виявиться іржавим, це означає, що його спіткала якась небезпека.
Бахман зустрічає на шляху дервіша з довгою бородою, довгим волоссям і довгими нігтями. Юнак відрізає дервішу частину бороди, а той на знак подяки дає йому пораду: він побачить гору з чорним камінням збоку; він повинен піднятися на гору до самої вершини і не звертати уваги на голоси, що лунають у горі, а також не обертатися, щоб бачити позаду себе. Бахман прислухається до його порад і піднімається на гору. Поблизу він бачить подвір'я з чорного каміння — скам'янілі останки тих, хто не зміг дістати скарби, — і починає підніматися на гору. Однак сили його починають покидати, і він вирішує повернути назад і спуститися з гори, і перетворився на чорний камінь.
Повернувшись до палацу, Парізаде бачить, що ніж заіржавів, і розуміє, що з Бахманом щось сталося. Її брат Первіз вирішує поїхати за ним і скарбами, незважаючи на протести Парізаде, і дає їй нитку перлів; якщо перли не рухаються, значить, з ним теж щось сталося. Первіз їде до дервіша і отримує таку ж пораду. Первіз починає підніматися на гору, але, почувши голоси, що глузують з нього, повертається з мечем у руці і стає кам'яним, як і всі інші.
Зрештою, усвідомлюючи сумну долю братів, Парізаде перевдягається в чоловічий одяг і їде верхи на коні до місця перебування дервіша. Вона розмовляє з дервішем і розповідає йому про свій план: вона заткне вуха ватою, щоб приглушити голоси. Впевнена у своєму успіху, вона вирушає на гору, де знаходиться клітку Балакучого Птаха. Вона піднімається на вершину гори і торкається клітки Птаха. Балакучий Птах вітає її і підкоряється їй. Парізаде запитує Птаха, де знаходиться Золота Вода та Співоче Дерево.
Тоді Парізаде запитує Птаха, як вона може розчарувати своїх братів і всіх інших, що перетворилися на каміння. Балакучий Птах показує на маленьку миску з водою, яку вона може використати на чорному камінні. Вона виконує вказівки Птаха і звільняє Бахмана і Первіза, разом з багатьма іншими, від закляття скам'яніння.
Парізаде та її брати повертаються додому з Птахом, водою та гілкою Співочого дерева: вони ставлять клітку біля дверей, будують фонтанчик, щоб лилася золота вода, і саджають гілку у себе в саду.
Через деякий час Бахман і Первіз зустрічають султана під час полювання. Султан вражений їхніми вміннями і запрошує їх до свого палацу. Брати поки що відмовляються від запрошення, але кажуть султанові, що спершу порадяться з Парізаде. Парізаде каже, що порадиться з Балакучим Птахом і той погоджується прийняти запрошення султана.

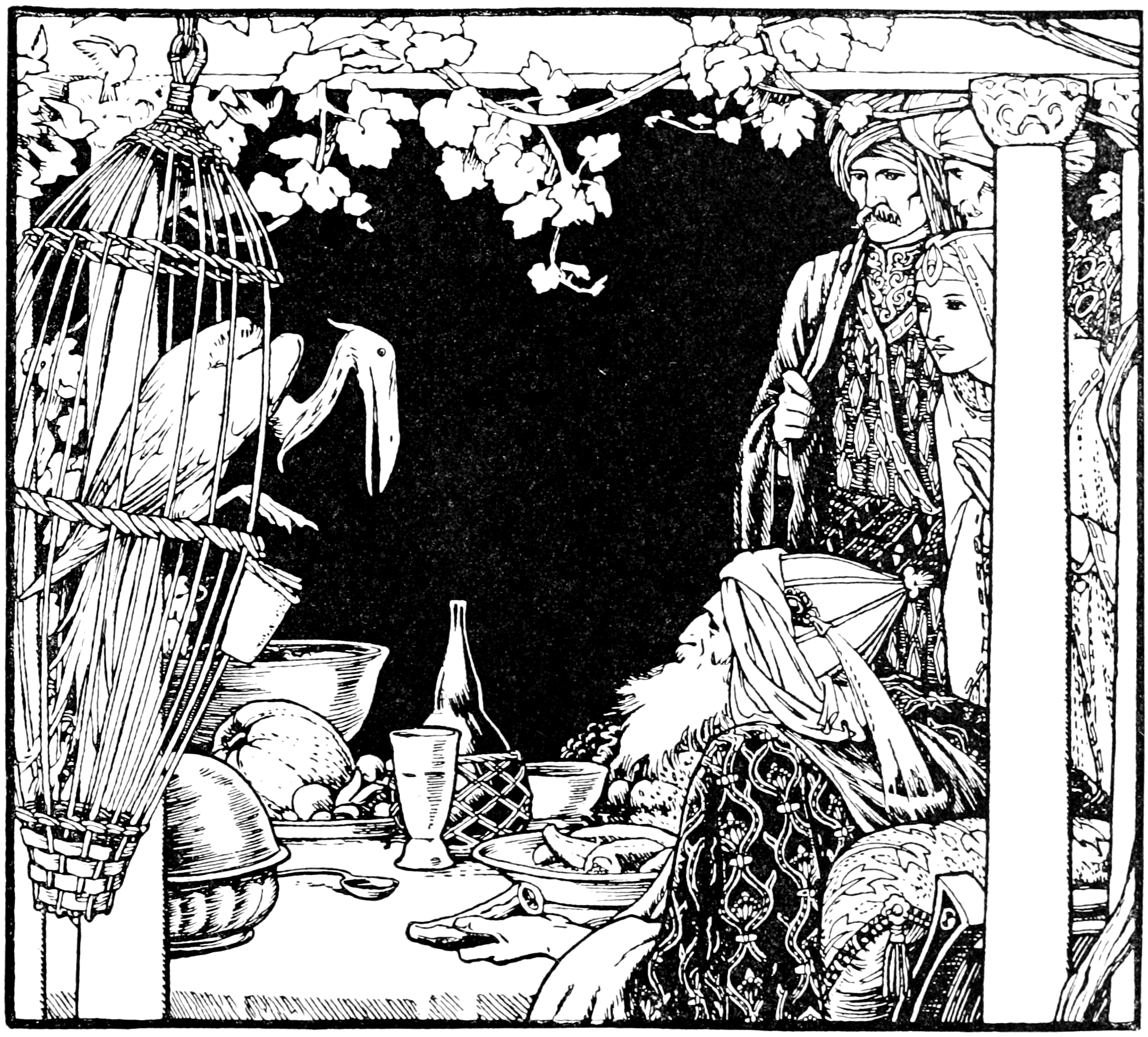
Балакучий птах відкриває правду трьом братам і сестрам та їхньому батькові під час бенкету. Ілюстрація Джона Д. Баттена (1915).

Наступного дня Бахман і Первіз запрошують султана познайомитися з Парізаде. Дівчина радиться з Птахом, і та підказує приготувати для султана страву з огірків з перлами. Султан прибуває до їхнього палацового будинку, де йому влаштовують екскурсію, милуючись Фонтаном Золотої Води, музикою Співочого Дерева та піснями Балакучого Птаха.
Нарешті вони сідають вечеряти, і султанові подають страву з огірків з перлами. Султан заявляє, що страва неїстівна, а Балакучий Птах відповідає, що султан не помітив такої дрібниці, але повірив брехливим заявам своїх невісток. Балакучий Птах розповідає, що Бахман, Первіз і Парізаде — його діти. Султан дізнається про правду, засуджує невісток до страти і примиряється з дружиною.

## Переклади

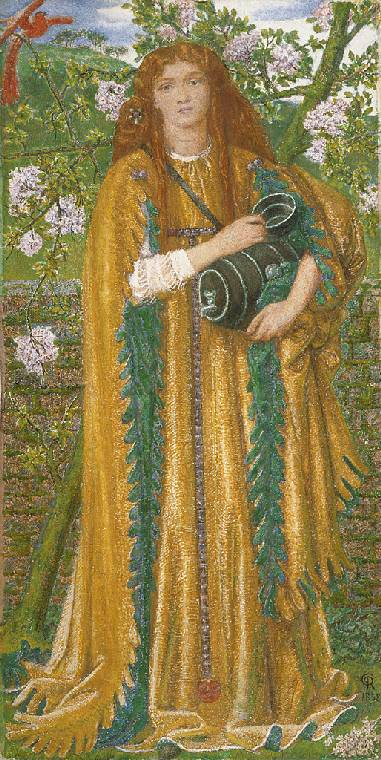
Принцеса Парізаде несе бочку із золотою водою. Картина гуашшю Данте Габріеля Россетті (1858).

Ця історія вважається однією з найпопулярніших у збірці «Тисяча і одна ніч». Таким чином, казка була перевидана кілька разів, іноді з різними назвами:
- Історія двох заздрісних сестер;[4]
- Історія двох сестер, які ревнували свою молодшу сестру;[5]
- Фарізаде з усмішкою троянди;[6]
- Перізаде і Балакучий птах;[7]
- Розповідь про Балакучого Птаха;[8][9]
- Балакучий Птах, Співоче Дерево та Золота Вода;[10]
- Історія принцеси Парізаде, або Балакучий Птах, Співоче Дерево та Золота Вода;[11]
- Історія про принцесу Перієзаде та про Балалакучого Птахо, Співоче Дерево та Золоту Воду.[12]

У перекладі англійською мовою під назвою «Історія заздрісних сестер» історія розгортається в Іспахані, а трьох королівських дітей звуть Амру, Кедер і Гульнаре.
Теолог ХІХ століття Йоганн Андреас Крістіан Лер написав німецький переклад казки під назвою Geschwisterliebe, oder die drei Königskinder («Братська любов, або Троє королівських дітей»).
В іншому німецькому перекладі редактора Франца Отто Спамера під назвою Der Wundergarten oder die drei Königskinder («Сад чудес, або Троє королівських дітей»), ім'я короля переписано як Махмуд Хафіз.
Автор Джеймс Ріордан переклав казку англійською як Гульнара, хоробра та розумна дівчина, зберігши імена «Бахман» і «Первіз» як імена принців, і назвавши дівчину Гульнара замість «Перізаде», а імператора Персії - «Шах Хуну».
Казка містить міфічного птаха на ім'я Бюльбюль-Хазар, що дає казці альтернативну назву: Перізаде та Л'Уазо Бюльбюль-Хазар.

## Аналіз

### Джерело
Науковці зазначають, що ця історія є однією з історій, переданих сирійкою Ганною Діяб сходознавцю Антуану Галлану на початку XVIII століття. Схоже, ця казка була переписана Галланом і вставлена в розповідь «Тисячі й однієї ночі», ніби Шахерезада розповіла цю історію в рамках історії книги.
Казка також вважається однією з так званих «сирітських історій» збірки «Арабські ночі», оскільки на відміну від інших казок не було знайдено перського чи індійського оригінального тексту.
Лінія науковців (наприклад, Іржі Чейпек, Енно Літтманн) схильна захищати справжній перський чи іранський характер історії Діяба. У тому ж ключі, за словами шведського вченого Вальдемара Люнгмана, назва птаха в оригіналі, Bülbülhesar, є перським словом, що означає «тисяча соловейків».
Американський фольклорист Рут Б. Боттігеймер, схоже, погоджується з перським походженням імен персонажів, але пояснює цю подію начитаними інтелектуальними пошуками Ганни Діяб. В іншому дослідженні Боттігеймер стверджує, що через велику подібність між оповіданням Діяба та «Анцілотто, королем Провіно» Страпароли, за життя Діяб мала бути знайома з італійською історією.

### Казковий тип
Казка класифікована в міжнародному індексі Аарне-Томпсона-Утера як тип АТУ 707, «Троє золотих дітей». Цей тип казки належить до міжнародного сюжету оббріханої дружини, циклу історій, де королеву звинувачують у народженні тварин або поїданні своїх людських дітей, і, як наслідок, її виганяють з дому та карають у якійсь обурливій формі. Винуватцями нещастя королеви можуть бути її власні старші сестри або свекруха.

## Спадщина
Ця казка дала назву опусу Роланда-Мануеля «Фарізаде з посмішкою троянди» (Farizade au sourire de rose).

## Уточнення
1. ↑  «Cadette» або «cadet» - французьке слово, що означає молодшого брата чи сестру.